# Anna Santer
Anna Santer (ur. 18 kwietnia 1975 w Pieve di Cadore) – włoska biegaczka narciarska.

## Kariera
W Pucharze Świata Anna Santer zadebiutowała 21 grudnia 1993 roku, zajmując 90. miejsce w biegu na 15 km techniką klasyczną. Pierwsze pucharowe punkty zdobyła 13 marca 1999 roku w Falun za 26. miejsce w biegu na 15 km klasykiem. W klasyfikacji generalnej najlepiej wypadła sezonie 1999/2000, który ukończyła na 63. pozycji. W 1995 roku wystąpiła na mistrzostwach świata juniorów w Gällivare, gdzie była szósta w biegu na 15 km stylem dowolnym, a w biegu na 5 km stylem klasycznym zajęła 33. miejsce. Ponadto startowała w cyklu FIS Marathon Cup, zajmując między innymi drugie miejsce w klasyfikacji generalnej sezonu 2005/2006, ulegając jedynie swej rodaczce Cristinie Paluselli. pięciokrotnie stawała na podium, przy czym trzykrotnie zwyciężała: w 2002 roku wygrała włoski maraton Marcialonga, a w 2006 roku francuski Transjurassienne i amerykański American Birkebeiner. Nigdy nie brała udziału w igrzyskach olimpijskich ani mistrzostwach świata. W 2006 roku zakończyła karierę.

## Osiągnięcia

### Mistrzostwa świata juniorów
| Miejsce | Dzień   | Rok  | Miejscowość | Konkurs                | Wynik       | Strata      | Zwyciężczyni               |
| ------- | ------- | ---- | ----------- | ---------------------- | ----------- | ----------- | -------------------------- |
| 33.     | 1 marca | 1995 | Gällivare   | 5 km stylem klasycznym | 15:46,8 min | +1:30,8 min | Natalia Baranowa-Masałkina |
| 6.      | 5 marca | 1995 | Gällivare   | 15 km stylem dowolnym  | 43:16,9 min | +2:25,0 min | Julija Czepałowa           |

### Puchar Świata

#### Miejsca w klasyfikacji generalnej
- sezon 1998/1999: 69.
- sezon 1999/2000: 63.
- sezon 2000/2001: 109.
- sezon 2003/2004: 92.
- sezon 2004/2005: 98.

#### Miejsca na podium
Santer nigdy nie stała na podium indywidualnych zawodów Pucharu Świata.

### FIS Marathon Cup

#### Miejsca w klasyfikacji generalnej
- sezon 2001/2002: 4.
- sezon 2004/2005: 12.
- sezon 2005/2006: 2.

#### Miejsca na podium
| Nr | Dzień       | Rok  | Zawody               | Dystans               | Czas biegu  | Strata      | Pozycja | Zwyciężczyni              |
| -- | ----------- | ---- | -------------------- | --------------------- | ----------- | ----------- | ------- | ------------------------- |
| 1. | 27 stycznia | 2002 | Marcialonga          | 45 km stylem dowolnym | 2:29:00 h   | -           | 1.      | -                         |
| 2. | 18 grudnia  | 2005 | La Sgambeda          | 42 km stylem dowolnym | 1:48:00,4 h | +10,6 s     | 3.      | Cristina Paluselli        |
| 3. | 12 lutego   | 2006 | Transjurassienne     | 76 km stylem dowolnym | 2:34:42,0 h | -           | 1.      | -                         |
| 4. | 25 lutego   | 2006 | American Birkebeiner | 52 km stylem dowolnym | 2:24:05,0 h | -           | 1.      | -                         |
| 5. | 12 marca    | 2006 | Engadin Skimarathon  | 42 km stylem dowolnym | 2:01:22,7 h | +3:25,1 min | 2.      | Natascia Leonardi Cortesi |